# Тиргу-Муреш (футбольний клуб, 1962)
Спортивний клуб армії «Тиргу-Муреш» (рум. Asociația Sportivă Armata Târgu Mureș) — колишній румунський футбольний клуб з однойменного міста, що існував у 1962—2005 роках.

## Досягнення

### Національні
- Ліга I
  - Віце-чемпіон: 1974–75
- Ліга II
  - Чемпіон: 1966–67, 1970–71, 1986–87, 1990–91
- Ліга III
  - Віце-чемпіон: 2004–05.

### Міжнародні
- Балканський кубок
  - Фіналіст: 1973.